# Jerzy Stefan Pająk
Jerzy Stefan Pająk (ur. 22 kwietnia 1935 w osadzie górniczej Niemce (ob. Ostrowy Górnicze) w pow. będzińskim - zm. 24 października 2006 w Kielcach) – polski historyk, nauczyciel akademicki, wykładowca Akademii Świętokrzyskiej.

## Życiorys
Urodził się w rodzinie robotniczej jako syn Antoniego i Genowefy z domu Cyprys. Ukończył szkołę  powszechną w Niemcach w 1948 roku a następnie podjął naukę w Liceum Ogólnokształcącym w Strzemieszycach. Od 1948 wraz z matką i bratem mieszkał w Raciborzu, gdzie w 1952 ukończył Liceum Ogólnokształcące. Po jego ukończeniu został skierowany na studia historyczne w Związku Sowieckim, gdzie najpierw studiował na uniwersytecie w Kazaniu (1952-1955) a następnie na Państwowym Uniwersytecie im. Łomonosowa w Moskwie (1956-1957). Na tym ostatnim obronił pracę magisterską pt. „Udział wojsk murzyńskich w wojnie domowej w USA (1861-1865)”.
Po powrocie do kraju od 1957 pracował jako nauczyciel historii Szkoły Ogólnokształcącej nr 9, a po jej podziale w 1965 w I Liceum Ogólnokształcącym w Raciborzu (1957-1969) którego był wicedyrektorem. Jednocześnie w latach 1961-1967 był kierownikiem powiatowego ogniska metodycznego historii i wychowania obywatelskiego. Był również organizatorem obozów wędrownych i wyjazdów zimowych dla młodzieży licealnej. W liceum zorganizował koło historyczne które podjęło bezprecedensową akcję ratowania starodruków oraz dokumentów o polskości tej części Śląska, które następnie przekazał na rzecz Muzeum w Raciborzu. Był też wraz z Benedyktem Motyką i Alojzym Nowarą jednym z organizatorów obchodów w 1963 rocznicy pobytu w tym mieście Jana III Sobieskiego. W tym czasie podjął próbę przygotowania i obronienia pracy doktorskiej w Wyższej Szkole Pedagogicznej w Opolu na temat III Powstania Śląskiego. Był autorem licznych artykułów dot. historii Raciborza i Śląska Opolskiegoo, zamieszczanych w wydawnictwach regionalnych w Raciborzu, Opolu i Katowicach. Był współzałożycielem raciborskiego oddziału Polskiego Towarzystwa Historycznego oraz w 1960 Towarzystwa Miłośników Ziemi Raciborskiej.
Po przeniesieniu do Kielc, od 1970 roku pracował jako wykładowca, następnie starszy wykładowca i adiunkt Zakładu a potem Instytutu Nauk Politycznych Wyższej Szkoły Nauczycielskiej przekształconej następnie w Wyższą Szkołę Pedagogiczną a od 2000 r. w Akademię Świętokrzyską. Był jednym z pierwszych pracowników tej uczelni. Pracę doktorską której promotorem był Jerzy Holzer pt. „Organizacje bojowe Polskiej Partii Socjalistycznej 1904-1908” obronił w 1975 roku na Wydziale Historycznym Uniwersytetu Warszawskiego. Opublikował wiele artykułów historycznych dotyczących problematyki Rewolucji 1905 oraz Polskiej Partii Socjalistycznej. Przygotował także rozprawę habilitacyjną pt. „Konspiracyjne życie polityczne w Staropolskim Okręgu Przemysłowym 1882-1904” wydaną w 1994. Był również autorem biogramów w Słowniku biograficznym działaczy polskiego ruchu robotniczego i II tomie Świętokrzyskiego Słownika Biograficznego. Członek Polskiego Towarzystwa Historycznego, Kieleckiego Towarzystwa Naukowego i Polskiego Towarzystwa Turystyczno-Krajoznawczego.

### Wybrane książki i artykuły
- [wraz z Alojzym Nowarą] Trzecie powstanie śląskie na ziemi raciborskiej, Racibórz 1962,
- Działalność PPR w Raciborzu i powiecie raciborskim w okresie od kwietnia 1945 do kwietnia 1946 [w:] Dwudziesta rocznica PPR na Ziemi Raciborskiej, Racibórz 1962
- Kształtowanie się władzy ludowej na Raciborszczyźnie, [w:] Szkice z dziejów Raciborza, Racibórz 1967
- Kwestia zbrojna na Kielecczyźnie w okresie rewolucji 1905-1907, „Studia Kieleckie” t. 11, 1976, s. 5-24
- Felicja Wiejska-Śledź (1887-1935?) i Władysław Rutkiewicz (1887-1941) – socjalistyczni działacze lewicowi, „Studia Kieleckie” t. 11, 1976
- Ruch narodowowyzwoleńczy na Kielecczyźnie w latach 1900-1915 w świetle archiwaliów radzieckich, w: Dzieje kielecczyzny w historiografii Polski Ludowej. Stan i program badań, Kielce 1977, s. 206-209
- Udział mieszkańców Kielc w Rewolucji Październikowej, „Studia Kieleckie” t. 20, 1978
- Kielce – zarys historii gospodarczego i społecznego rozwoju (1905-1979) w: Spółdzielczość Spożywców w Kielcach 1919-1979, Kielce 1979
- Młodzież w partiach i organizacjach robotniczych na Kielecczyźnie (1882-1918), „Zeszyty Naukowe Politechniki Świętokrzyskiej”. Nauki Społeczno-Ekonomiczne, t. 9 (1982), s. 45-58,
- Organizacje bojowe partii politycznych w Królestwie Polskim (1904-1911), Warszawa 1985, ss. 322
- Pseudonimy i nazwiska nielegalne stosowane w organizacjach bojowych PPS w okresie rewolucji 1905-1907 roku, „Kieleckie Studia Historyczne”, T. 5 (1987), s. 89-109,
- Konspiracyjne życie polityczne w Staropolskim Okręgu Przemysłowym 1882 – 1904. Baza społeczna, przejawy, zasięg oddziaływania sił politycznych, Kielce 1994, ss. 307
- Walka zbrojna partii rewolucyjnych z systemem władzy carskiej Rosji w okresie pierwszej rewolucji (1905-1907) – „Phoenomera” 1997, t. 6
- [wraz z Jerzym Z. Pająkiem] Powiat kielecki w latach 1867-1918, w: Dzieje powiatu kieleckiego 1810 - 2008, Kielce 2009, s. 75-157